# Лунфардо
Лунфардо е жаргон на престъпния свят в Буенос Айрес, който се развива главно от края на 19 век до началото на 20-и въз основа на испанския.
Типични за него са заемките от преобладаващите имигрантски езици по онова време (изобилстват италианизмите), заблуждаващи трикове като размяна на сричките (go-tan вместо tan-go) и ред други. Понастоящем лунфардо се чува най-често в разговорния език на жителите на Буенос Айрес и Монтевидео; особено добре е съхранен в текстовете на аржентинските танга.